# Maren Jensen
Maren Kawehilani Jensen (ur. 23 września 1956 w Arcadii w Kalifornii) – amerykańska aktorka pochodzenia hawajskiego, występowała w roli Ateny w serialu Battlestar Galactica.
Ze względu na syndrom chronicznego zmęczenia zrezygnowała z kariery jako jedna z pierwszych aktorek hollywoodzkich.
Przez pewien czas była związana z kompozytorem rockowym i perkusistą Donem Henleyem z The Eagles. Wystąpiła w teledysku do jego piosenki Not Enough Love in the World (1985).

## Filmografia
- 1981 – Rekin z Bora Bora jako Diana
- 1981 - Śmiertelne błogosławieństwo jako Martha Schmidt